# Ердман II фон Рьодерн
Ердман II фон Рьодерн/'фон Редерн' (на немски: Erdmann II von Rödern; 'von Redern'; * 1687; † 11 януари 1729) е граф на Рьодерн в Бранденбург.

## Фамилия
Ердман II фон Рьодерн се жени на 9 март 1713 в Дрезден за Йохана Маргарета Ройс (* 18 февруари 1695, Дрезден; † 20 март 1766, Дрезден), дъщеря на граф Хайнрих VI Роус-Оберграйц (1649 – 1697) и фрайин Хенриета Амалия фон Фризен (1668 – 1732), дъщеря на фрайхер Хайнрих III фон Фризен (1610 – 1680) и Мария Маргарета фон Лютцелбург (1632 – 1689). Бракът е бездетен.